# Epiplema proclivaria
Epiplema proclivaria är en fjärilsart som beskrevs av William Schaus 1913. Epiplema proclivaria ingår i släktet Epiplema och familjen Uraniidae. Inga underarter finns listade i Catalogue of Life.